# Velika Golija
Velika Golija (1890 m) – góra w Bośni i Hercegowinie.

## Opis
Jest położona w południowo-zachodniej części kraju, pomiędzy Glamočkim a Livanjskim poljem. Jej najwyższym szczytem jest Veliki vrh (1890 m n.p.m.). Jej wyższe partie pozbawione są szaty roślinnej.
U jej południowo-wschodniego podnóża poprowadzono drogę Glamoč – Livno.